# Mount Sterling (Kentucky)
Mount Sterling è un comune degli Stati Uniti d'America, situato nello Stato del Kentucky, nella contea di Montgomery, della quale è il capoluogo.